# Hjartasteinn
Hjartasteinn (noto con titolo internazionale Heartstone) è un film del 2016 diretto da Guðmundur Arnar Guðmundsson. È stato presentato in anteprima mondiale alla 73ª Mostra internazionale d'arte cinematografica di Venezia nella selezione ufficiale delle Giornate degli Autori, dove ha vinto il Queer Lion.
È stato selezionato nella sezione Discovery del Toronto International Film Festival del 2016.

## Trama
In un remoto villaggio di pescatori in Islanda, gli adolescenti Þór e Kristján sono migliori amici e trovano nella loro amicizia il calore che manca loro nelle loro stesse famiglie. Nel corso di un'estate turbolenta Þór si innamora di Beta, una ragazza del posto, mentre Kristján scopre a poco a poco di provare qualcosa per il suo migliore amico.

## Produzione
Il film è il primo lungometraggio di Guðmundur, il quale ha iniziato a lavorare alla sceneggiatura nel 2007. È stato girato nell'autunno del 2015 a Borgarfjörður eystri, Seyðisfjörður, Vopnafjörður e Dyrhólaey.

## Accoglienza
Il film è stato ben accolto in Islanda e ha vinto nel 2017 diversi Icelandic Edda Awards. La sceneggiatura, il dialogo e la regia dei giovani attori hanno ricevuto elogi. La fotografia di Sturla Brandt Gøvlen ha amplificato la natura islandese, con inquadrature lunghe di coste e fiordi.
Sul sito Rotten Tomatoes, il film ha un indice di gradimento dell'84% basato su 25 recensioni, con una valutazione media di 6,97/10. Su Metacritic, che assegna una valutazione normalizzata alle recensioni, il film ha un punteggio medio ponderato di 70 su 100, basato su 5 critici, indicando "recensioni generalmente favorevoli".

## Riconoscimenti
- 2016 - Mostra internazionale d'arte cinematografica di Venezia[12]
  - Queer Lion
- 2016 - Chicago International Film Festival
  -  Q Hugo Award al Miglior film
  - Nomination Gold Hugo
- 2016 - CPH PIX
  - Politiken's Audience Award
- 2016 - Molodist International Film Festival
  - Audience Award al miglior film
  - FIPRESCI Prize al miglior film
  - Premio Speciale della Giuria per il miglior attore protagonista a Baldur Einarsson
  - Nomination Scythian Deer al miglior film
  - Nomination Sunny Bunny Prize al miglior film LGBTQ
- 2016 - Seville European Film Festival
  - Ocaña Award
- 2016 - Thessaloniki Film Festival
  - Premio Speciale della Giuria
  - Nomination Golden Alexander
- 2016 - Toronto International Film Festival
  - Nomination Miglior film
- 2016 - Warsaw International Film Festival
  - Miglior regista
  - Ecumenical Jury Award
  - Menzione Speciale
- 2017 - Angers European First Film Festival
  - Miglior film
  - Gran Premio della Giuria
  - Saftas/Erasmus Award
- 2017 - Art Film Festival
  - Miglior performance maschile a Baldur Einarsson e Blær Hinriksson
  - Nomination Miglior film
- 2017 - Chéries-Chéris
  - Premio della giuria al miglior film
  - Nomination Grand Prize Chéries-Chéris
- 2017 - Dallas International Film Festival
  - Special Jury Prize
  - Nomination Grand Jury Prize
- 2017 - Edda Awards[9]
  - Miglior film
  - Miglior fotografia
  - Miglior montaggio
  - Best Set Design
  - Regista dell'anno
  - Sceneggiatura dell'anno
  - Attore dell'anno a Blær Hinriksson
  - Attrice non protagonista dell'anno a Nína Dögg Filippusdóttir
  - Miglior costumi
  - Nomination Attrice dell'anno a Diljá Valsdóttir
  - Nomination Attore dell'anno a Baldur Einarsson
  - Nomination Miglior Attore non protagonista dell'anno a Sveinn Ólafur Gunnarsson
  - Nomination Miglior Attrice non protagonista dell'anno a Nanna Kristín Magnúsdóttir
  - Nomination Miglior colonna sonora
  - Nomination Miglior suono
  - Nomination Miglior trucco
- 2017 - European Film Awards[13]
  - European University Film Award
- 2017 - FEST International Film Festival
  - Miglior debutto alla regia
- 2017 - Fünf Seen Film Festival
  - Nomination Audience Award
- 2017 - Guadalajara International Film Festival
  - Nomination Miglior film
- 2017 - Göteborg Film Festival
  - Lorens Award
- 2017 - Ljubljana International Film Festival
  - Best Audience Movie
- 2017 - Festival MIX Milano
  - Gran Premio della Giuria al Miglior film
- 2017 - Motovun Film Festival
  - Nomination Miglior film
- 2017 - Nordic Council[14]
  - Nordic Council Film Prize
- 2017 - Prague International Film Festival
  - Febiofest Grand Prix
- 2017 - Transilvania International Film Festival
  - Nomination Miglior film
- 2017 - Tromsø International Film Festival
  - Don Quixote Award
  - Nomination Aurora Award
- 2017 - Zlin Film Festiva
  - Best European First Film